# Bolivud
Bolivud (engl. Bollywood, hind. ) je naziv za filmsku industriju u Indiji, odnosno njen specifični stil, koja je nastala 30-ih godina dvadesetog veka. Često se naziv Bolivud netačno upotrebljava kao naziv za svu filmsku industriju u Indiji, jer je on samo dio nje. Bolivud je jedan od najvećih filmskih proizvoda na svijetu.
Ime je dobio po Bombaju (bivšem nazivu za Mumbaj) i Holivudu u Kaliforniji – centru američke filmske industrije,  Bolivud se uglavnom odnosi na filmove koji koriste hindi, odnosno hindustani – kolokvijalnu osnovu hindi i urdu jezika, a takođe postoji i veliki broj filmova koji su napravljeni isključivo na engleskom jeziku. Ova industrija je vezana za kinematografiju Južne Indije i druge indijske filmske industrije, čineći Indijsku kinematografiju najvećom na svetu po broju proizvedenih igranih filmova.
U 2017. godini indijska kinematografija proizvela je 1.986 igranih filmova, a Bolivud je bio njen najveći filmski stvaralac, koji je iste godine proizveo 364 hinduska filma. Bolivud predstavlja 43 posto neto prihoda od bioskopskih blagajni u Indiji; tamilski i teluška kinematografija predstavljaju 36 procenata, a preostala regionalna kinematografija čini 21 procenat u 2014. godini. Bolivud je jedan od najvećih centara filmske produkcije na svetu. U 2001. godini prodaja karata indijske kinematografije (uključujući Bolivud) prema procenama bila je 3,6 milijardi karata širom sveta, u poređenju sa 2,6 milijardi prodatih holivudskih karata. Bolivudski filmovi imaju tendenciju da koriste narodni hindustanski jezik, međusobno razumljiv ljudima koji se samoidentifikuju da govore |hindu ili urdu, a moderni bolivudski filmovi sve više uključuju elemente hingliškog jezika.
Najpopularniji komercijalni žanr u Bolivudu od 1970-ih je masala film, koji slobodno meša različite žanrove, uključujući akcioni, komediju, romansu, dramu i melodramu, zajedno sa muzičkim numerama. Masala filmovi uglavnom spadaju u žanr muzičkog filma, čiji je indijska kinematografija najveći producent od 1960-ih, kada je premašila ukupnu muzičku proizvodnju američke filmske industrije nakon što je produkcija muzičkih filmova opala na Zapadu; prvi indijski muzički film bio je Alam Ara (1931), nekoliko godina nakon prvog holivudskog muzičkog filma Džez pevač (1927).

## Istorija
Radža Hariščandra (1913) je bio prvi igrani film napravljen u Indiji. Od 1930. godine indijska filmska industrija proizvodi više od 200 filmova godišnje. Prvi film sa zvukom je bio veliki hit u Indiji.
Kasnih 1950-ih, Bolivud je napravio prvi film u boji, ali je ipak je većina filmova nastavila da se snima u crno-bijeloj tehnici sve do 1960-ih. U ovom vremenu su u industriji najviše bile zastupljene muzičke romanse i melodrame. Uspješni glumci tog vremena su Dev Anand, Dilip Kumar i Radž Kapur, a glumice Nargis, Mina Kumari, Nutan i Madubala. Kasnih 1960-ih i ranih 1970-ih su najpopularniji proizvod postale romanse i akcioni filmovi, a zvijezde tog doba su Radžeš Kanna i Darmendrall. Sredinom 1970-ih počinju se snimati nasilni filmovi o gangsterima i banditima. Amitab Bačan, zvezda poznata po njegovoj ulozi „ljutitog mladog čovjeka“, je vodio ovaj trend sa Mitun Čakraborti i Anil Kapur. koji su trajali do ranih 1990-ih. Glumice iz ovog doba uključuju Hemu Malini, Džaju Bačan i Reke
Sredinom 1990-ih, na scenu opet stupaju muzičke romanse, a filmovi toga doba su Hum Apke Hajn Kaun 1994. i Dilvale Dulanija Le Jajenge 1995. Zahvaljujući tim filmovima u indijskoj industriji se rađaju nove zvijezde glumaca kao što su Šahruk Kan, Amir Kan i Salman Kan, i glumice Sridevi, Maduri Diksit i Kadžol. U tom periodu akcije i komedije su takođe bile zastupljene sa glumcima kao što su Govinda i Akšaj Kumar i glumicama Ravina Tandon i Karisma Kapur.
Godine 2000, počinje porast popularnosti Bolivud filmova u svetu. Ovo je vodilo snimanju filmova sa više kvaliteta, tehničkih unapređenja i dr. Bolivud-manija raste u Sjedinjenim Američkim Državama. Neke od najvećih filmskih kuća, kao što su Jaš Radž films i Darma production bili su proizvođači novih modernih filmova. Filmovi koji su najuspješnije prošli na stranom tržištu bili su Devdas, Koj Mil Gaja, Kal Ho Na Ho, Vir-Zara i Dum. A takođe se pojavljuje i nova generacija popularnih glumaca kao što su Hritik Rošan, Abišek Bačan i glumice Aišvarja Rej, Prejti Zinta i Rani Mukerdži, a takođe se očuvala i popularnost glumaca iz prošle dekade.

## Žanr
Bolivud filmovi su najčešće muzički filmovi. Uspjeh filma pretežno zavisi od kvaliteta muzičkih melodija. Muzika za filmove se često objavljuje prije filma i pomaže u prijemu filma kod publike
Bolivud filmovi su pretežno melodramatični. Pretežno se bave ljubavnim temama, ljuti roditelji, ljubavni trouglovi, porodične veze, žrtve, korumpirani političari, kidnaperi, slomljena srca, kurtizane sa zlatnim srcem... ...

## Ekipa
Bolivud zapošljava ljude iz svih djelova Indije. On privlači hiljade inspirisanih glumaca i glumica, koji se nadaju proboju u filmskoj industriji. Modeli i lijepe takmičarke, tv glumci, pozorišni glumci, svi sa nadom i snovima o tome da budu zvijezde. Kao i u Holivudu, vrlo malo njih uspije.
Popularnost zvijezda može da raste, ali takođe i da opada jako brzo. Jako malo stranih glumaca su u mogućnosti da daju obilježje u Bolivudu, ima izuzetaka kao što je hit film Rang de Basanti gdje je glavna glumica bila Alice Patten, Engleskinja.

## Bolivud pesme i igra
Većina glumaca, posebno danas su odlični igrači, a nekoliko njih su i pjevači. Izuzetak je Kishore Kumar, koji je glumio u nekoliko filmova 1950-ih, dok je takođe gradio karijeru i kao playback pjevač. Kundan Lal Saigal, SUraiyya i Noor Jehan su poznati kao glumci i kao pjevači.
Igranje u Bolivud filmovima, posebno u starijim, predstavlja model indijske igre: klasični dens stil, ili folk dens. U modernim filmovima se pojavljuje pretežno zapadni dens stil. Heroj ili heroina se često pojavljuju sa grupom podržavajućih igrača.

## Finansije
Bolivud filmovi su multi-milionske produkcije, sa najskupljom produkcijom koja košta 10 miliona dolara. Više ambiciozni projekat kao što je film Mahabharata – Ravi Čopra, smatra se da će koštati više od 30 miliona, a počeće snimanje u 2008.
U areama kao što su akcije i specijalni efekti, skoriji Bolivud filmovi, Bolivud je zapošljavao međunarodne tehničare za filmove kao što je Kriš 2006. i Ljubavna priča 2007, specijalni efekti su se radili u pet međunarodnih studija.

## Popularnost
Tokom godina, Bolivud godišnje snimi preko 800 filmova, što je pokazatelj njegove popularnosti.

### Azija
Bolivud filmovi se gledaju u južno azijskim zemljama kao što su Bangladeš, Nepal, Pakistan i Šri Lanka. Bolivud filmovi su popularni i u Avganistanu, a u skorije vrijeme i u Izraelu. Indijski filmovi su takođe popularni i u nekoliko arapskih zemalja, posebno u zalivskim zemljama.

### Afrika
Bolivud je prepoznatljiv i u dijelovima Afrike. Posebno u Južnoj Africi, Nigeriji i Maroku.

### Rusija i istočna Evropa
Bolivud filmovi su sinhronizovani na ruskom jeziku, a prikazuju se u pozorištima kao što su Mosfilm i Lenfilm.

### Evropa i Amerika
Bolivud je popularan u većim gradovima sjeverne Amerike kao što s u Čikago i Njujork. Yash Raj Films produkcijska kuća je izjavila u septembru 2005. da su Bolivud filmovi u Americi zarađuju oko 100 miliona dolara godišnje.
Tokom zadnje decenije, Bolivud filmovi se snimaju i u Njujorku, Los Anđelesu, Vankuveru i Torontu.
Bolivud filmovi takođe prolaze dobro i u Engleskoj, koja je takođe jedna od lokacija, gdje se većinom snimaju scene za Bolivud filmove.
Na njemačkom govornom području Bolivud filmove odnedavno redovno prikazuje TV-stanica RTL II.
Na prostoru bivše Jugoslavije ih je u nekoliko navrata prikazala hrvatska TV-stanica RTL Televizija.

### Okeanija
Bolivud nije uspješan toliko u Novoj Gvineji i Indoneziji, ali je jako popularan u Australiji i Novom Zelandu.

## Literatura
- Alter, Stephen (2007). Fantasies of a Bollywood Love-Thief: Inside the World of Indian Moviemaking. ISBN 978-0-15-603084-7..
- Begum-Hossain, Momtaz (2006). Bollywood Crafts: 20 Projects Inspired by Popular Indian Cinema. The Guild of Mastercraftsman Publications. ISBN 978-1-86108-418-7..
- Bose, Mihir (2008). Bollywood: A History. New Delhi: Roli Books. ISBN 978-81-7436-653-5..
- Dwyer, Rachel. Bollywood's India: Hindi Cinema as a Guide to Contemporary India (Reaktion Books, distributed by University of Chicago Press; 2014) 295 pages
- Ganti, Tejaswini. Bollywood, Routledge, New York and London, 2004.
- Ganti, Tejaswini. Producing Bollywood: Inside the Contemporary Hindi Film Industry (Duke University Press; 2012) 424 pages; looks at how major changes in film production since the 1990s have been influenced by the liberal restructuring of India's state and economy.
- Gibson, Bernard. 'Bollywood'. Passing the Envelope, 1994.
- Jolly, Gurbir; Wadhwani, Zenia; Barretto, Deborah (2007). Once Upon a Time in Bollywood: The Global Swing in Hindi Cinema. TSAR Publications. ISBN 978-1-894770-40-8..
- Joshi, Lalit Mohan. Bollywood: Popular Indian Cinema. ISBN 978-0-9537032-2-7.
- Kabir, Nasreen Munni. Bollywood. 2001., Channel 4 Books. .
- Mehta, Suketu. Maximum City, Knopf, 2004.
- Mishra, Vijay. Bollywood Cinema: Temples of Desire. ISBN 978-0-415-93015-4..
- Pendakur, Manjunath. Indian Popular Cinema: Industry, Ideology, and Consciousness. ISBN 978-1-57273-500-2..
- Prasad, Madhava (2000). Ideology of the Hindi Film: A Historical Construction. Oxford University Press. ISBN 978-0-19-565295-6..
- Raheja, Dinesh; Kothari, Jitendra. Indian Cinema: The Bollywood Saga. ISBN 978-81-7436-285-8..
- Raj, Aditya (2007) "Bollywood Cinema and Indian Diaspora" in Media Literacy: A Reader edited by Donaldo Macedo and Shirley Steinberg New York: Peter Lang
- Rajadhyaksa, Ashish (1996). „India: Filming the Nation”. The Oxford History of World Cinema. Oxford University Press. ISBN 978-0-19-811257-0..
- Rajadhyaksha, Ashish and Willemen, Paul. Encyclopedia of Indian Cinema, Oxford University Press, revised and expanded, 1999.
- Jha, Subhash; Bachchan, Amitabh (foreword) (2006). The Essential Guide to Bollywood. ISBN 978-81-7436-378-7..

„Bollywood Distributors”. Variety. 2009-09-10. Приступљено 13. 8. 2018.

## Spoljašnje veze
- „Leading Distributors 1995-2018”. The Numbers. Приступљено 13. 8. 2018.